# Ashley Tisdale
Ashley Michelle Tisdale (ur. 2 lipca 1985 w Deal) – amerykańska aktorka, piosenkarka, autorka tekstów, producentka, i modelka. Znana z roli Sharpay Evans w serii filmów High School Musical oraz Maddie Fitzpatrick w serialu Disneya Nie ma to jak hotel.
W 2006 roku została pierwszą kobietą, która zadebiutowała na liście przebojów Billboard Hot 100 z dwiema piosenkami jednocześnie (What I’ve Been Looking For, Bop To The Top).
Po nagrodzonej Emmy roli w High School Musical rozpoczęła karierę muzyczną, wydając 6 lutego 2007 swój pierwszy album, Headstrong. Płyta zadebiutowała na 5. miejscu na liście Billboard 200 sprzedając się w 64 tysięcy kopii w pierwszym weekendzie i zdobywając później certyfikat Złotej Płyty. Tisdale dubbinguje Fretkę w serialu animowanym Disneya Fineasz i Ferb. Drugi album Ashley Guilty Pleasure, został premierowo wydany 16 czerwca 2009, zaś w Stanach Zjednoczonych 28 lipca 2009 Tisdale zagrała w filmie Obcy na poddaszu, który został wydany 31 lipca 2009 roku. W 2010 roku zagrała w serialu stacji The CW Hellcats. Natomiast rok później w filmie Boska przygoda Sharpay.

## Dzieciństwo i początki kariery
Tisdale urodziła się 2 lipca 1985 roku w Hrabstwie Monmouth w New Jersey jako córka Lisy i Mike’a Tisdale’a, którzy zajmowali się spółką konstrukcyjną. Dorastała w Ocean Township. Ma starszą siostrę Jennifer, która jest także aktorką i modelką, a jej dziadek Arnold Morris był akwizytorem noży Ginsu; poprzez swojego dziadka, Ashley jest spokrewniona z businessmanem Ronem Popeilem. Tisdale jest Żydówką.
Mając trzy lata, podróżowała z menedżerem Billem Perlmanem po South Shores Mall. Po pierwszej audycji wystąpiła w spocie J.C. Penney, a potem w ponad 100 reklamach jako dziecko. Mając osiem lat, zagrała w broadwayowskim musicalu Les Misérables, a potem podróżowała po świecie z obsadą Annie. Rozpoczęła karierę aktorską występując w Gypsy: A Musical Fable i The Sound of Music w Żydowskim Centrum Komunikacji w Monmouth County. Mając dwanaście lat, zaśpiewała dla prezydenta Billa Clintona w Białym Domu.
Tisdale była modelką pracującą dla Ford Models. W późnych latach 90. XX wieku i wczesnym wieku XXI zagrała drugoplanowe role w telewizyjnych serialach: George Lopez, Inny w klasie, Siódme niebo, Strong Medicine i Bette, gdzie początkowo grała z Brendą Song. Dzięki roli w Boston Public zdobyła nagrodę Young Artist Award 2000 w kategorii „Najlepsza rola gościnna w telewizyjnym serialu”. W 1998 użyczyła swojego głosu w filmie animowanym Dawno temu w trawie i zagrała w 2001 roku w filmie Donnie Darko. Zagrała też role w The Hughleys (2002) i Still Standing (2003).

## Kariera aktorska i muzyczna

### 2004–2006: Początki sławy
W 2004 zdobyła rolę Maddie Fitzpatrick w serialu Disney Channel Nie ma to jak hotel, ubiegając się również o rolę London Tipton. Pojawiła się także w Szepcie serca, anglojęzycznej wersji japońskiego anime Mimi wo Sumaseba. Wystąpiła jako Sharpay Evans w oryginalnym filmie Disney Channel High School Musical. Nagrała kilka piosenek na jego soundtrack. Wszystkie były notowane na Billboard Hot 100. Jako pierwsza w historii kobieta zadebiutowała na Hot 100 z dwoma piosenkami jednocześnie – „What I’ve Been Looking For” i „Bop To The Top”. Ścieżka dźwiękowa High School Musical z tymi właśnie piosenkami stała się najczęściej kupowanym albumem 2006 roku. Wzięła udział w Igrzyskach Disney Channel 2006.

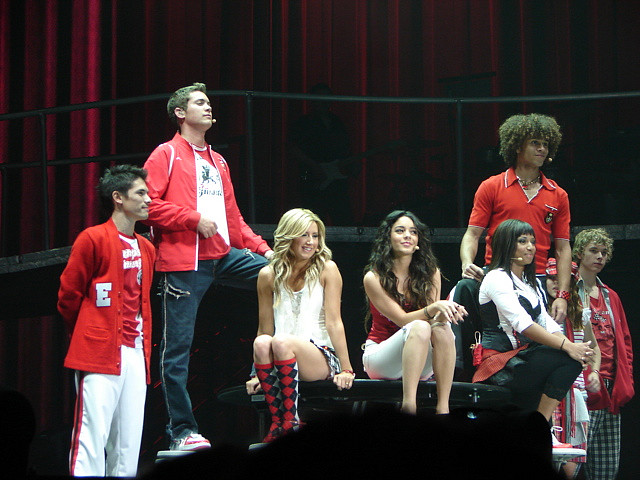
Tisdale wraz z resztą obsady podczas trasy koncertowej High School Musical: The Concert (2006)

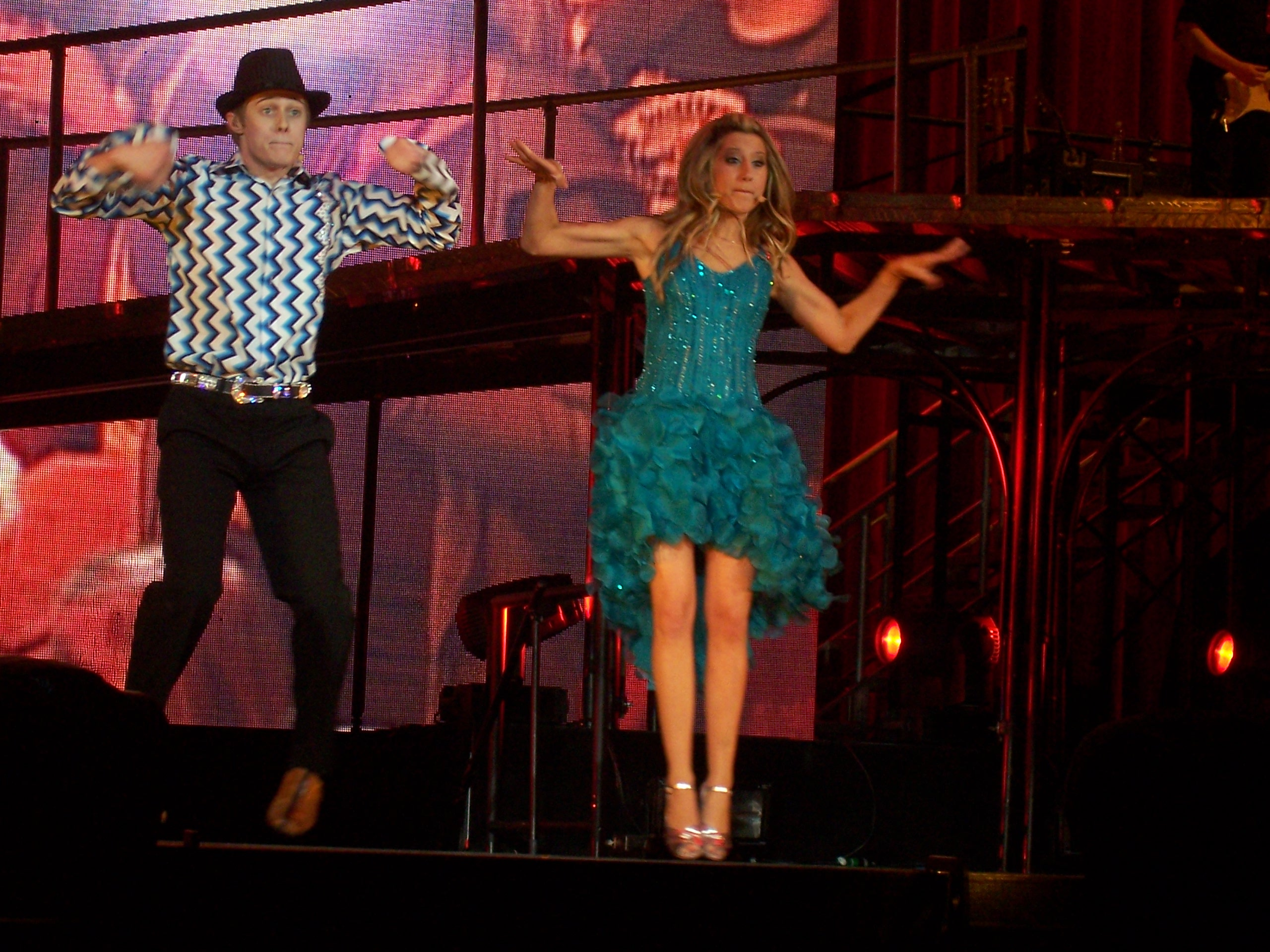
Tisdale i Lucas Grabeel podczas trasy koncertowej w piosence Bop To The Top(2007)

W 2006 podpisała kontrakt z Warner Bros. Records. Wytwórnia wydała jej świątecznego singla – cover „Last Christmas” zespołu Wham. Oprócz tego nagrała cover „Some Day My Prince Will Come” z Drew Seeleyem na DisneyManię 4 oraz cover „A Dream Is a Wish Your Heart Makes” z pozostałymi członkami Disney Channel Circle of Stars. Wystąpiła w teledysku dla DVD Kopciuszek: Platinum Edition. Nagrała cover „Kiss the Girl” na DVD Mała Syrenka: Platinum Edition. W grudniu 2006, w ramach promocji solowego albumu, wydała składający się z trzech utworów minialbum He Said She Said. W 2007 wraz z obsadą High School Musical wyruszyła w trasę koncertową High School Musical: The Concert, gdzie promowała soundtrack i solowy album. W 2007 ukazało się CD koncertowe oraz DVD z zapisem koncertu, które zawierały m.in. piosenki Ashley.

### 2007–2008:Headstrongi role aktorskie
W lutym 2007 Warner Bros. Records wydało pierwszy solowy album Ashley, Headstrong. Płyta zadebiutowała na 5. miejscu na oficjalnej amerykańskiej liście sprzedaży, Billboard 200, sprzedając się 64 tys. egzemplarzach. Tisdale opisała Headstrong jako szansę dla fanów na poznanie ją bliżej. Powiedziała: „Chcę ludzi, którzy wiedzą, że jestem prawdziwą osobą, i że też przeżywam normalne sytuacje, takie jak ściskanie się serca”. „Be Good To Me” zostało wybrane na pierwszego singla z albumu i wydane w grudniu 2006, a „He Said She Said” na drugiego i wydane we wrześniu 2007. W styczniu 2008 „Not Like That” zostało wydane jako trzeci singel tylko w Europie i Brazylii, a „Suddenly” jako singel w lutym 2008 ukazało się w Niemczech i Brazylii.
Tisdale po raz drugi zagrała Sharpay Evans w filmie High School Musical 2, oprócz tego pojawiła się na soundtracku. Rozpoczęła rolę dubbingową Fretki Flynn w serialu animowanym Disney Channel Fineasz i Ferb. Oprócz tego dubbinguje Camille Leon w Kim Kolwiek. Zdobyła swoją pierwszą nagrodę – Nickelodeon Kids’ Choice Awards UK w kategorii „Najlepsza Aktorka TV” za rolę w Nie ma to jak hotel. W 2007 Tisdale wydała DVD There’s Something About Ashley zawierające kilka filmów o Ashley i kulisy produkcji Headstrong. W 2007 pierwszy album studyjny Tisdale ukazał się w wersji wakacyjnej. W Niemczech ukazała się dodatkowa reedycja. W USA płyta zdobyła status Złotej Płyty, sprzedając się w 500 tys. egzemplarzach, a czytelnicy Billboardu uznali go za szósty najlepszy album roku.
W 2008, Tisdale wystąpiła w oryginalnym filmie ABC Family, Picture This. W 2008 ukazał się on na DVD. Ashley była jednym z jego producentów wykonawczych. Po raz trzeci zagrała Sharpay Evans w filmie High School Musical 3: Ostatnia klasa. Pojawiła się na jego soundtracku, z którego pochodzi wysoko oceniony przez Billboard i znajdujący się w pre-nominacjach do Oscarów w kategorii „Najlepsza Oryginalna Piosenka” singel „I Want It All” (nagrany z Lucasem Grabeelem).

### 2009:Guilty Pleasure,Hellcats,Straszny film 5

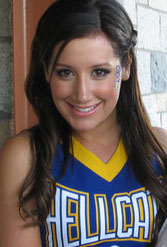
Tisdale na planie serialu Hellcats (2010)

Ashley rozpoczęła prace nad nowym albumem, Guilty Pleasure, na początku 2008, w kwietniu potwierdziła, że nagrała już kilka piosenek. Ogłosiła również, że będzie on bardziej rockowy niż poprzedni. 14 kwietnia 2009 w formacie radiowym i digital, a dopiero potem na CD, ukazał się pierwszy singel z nowej płyty, „It’s Alright, It’s OK”. 11 czerwca odbyła się światowa premiera Guilty Pleasure. Drugim singlem jest piosenka „Crank it up”.
Tisdale pojawia się w filmie 20th Century Fox Obcy na poddaszu z Robertem Hoffmanem i Carterem Jenkins. Gra w nim Bethany Pearson. W 2009 wystąpiła gościnnie jako Maddie w serialu Nie ma to jak statek (jest to kontynuacja Nie ma to jak hotel, w której na stałe Tisdale nie zgodziła się zagrać). Ashley jest producentem, prowadzi spółkę Blondie Girl Productions. Poza tym podpisała kontrakt z FremantleMedia na produkcję reality show. Opuściła Gersh Agency i dołączyła do Creative Artists Agency. Tisdale współpracuje z Jessicą Horowitz, z którą pracuje nad serialem animowanym After Midnight, który aktualnie szuka dystrybutora. W 2010 wystąpiła w serialu Hellcats emitowanym w kanale The CW. W 2011 roku premierę miał film Boska przygoda Sharpay z Ashley w roli głównej. W tym samym roku Tisdale została twarzą marki Hollywood Era i zagrała w parodii programu Mała piękność Toddlers and Tiaras: Where Are They Now?, wystąpiła również w kampanii Got Milk?, sprzedała również telewizji Bravo prawa do emisji jej reality show Miss Advised, a w 2012 roku wystąpiła w serialu stacji CBS. W 2012 roku Ashley zagrała w filmie Misfits Christmas. Od wiosny 2012 roku jest twarzą marki OP. Jest producentką i pomysłodawcą serialu Young&Hungry. W 2015 miał premiera serial Clipped w którym grała jedną z głównych ról. W 2016 potwierdziła, że zagra w serialu Young&Sofia który jest związany z Young&Hungry. W tym samym roku miał premierę jej film Amateur Night. Ashley wróciła również na swój kanał na YouTube.

## Inspiracje muzyczne
Tisdale dysponuje głosem mezzosopranem. Śpiewa głównie nastoletni pop, ale czasami można u niej napotkać dance-pop, ballady i contemporary R&B. Ogłosiła, że na jej drugim albumie, Guilty Pleasure znajdzie się muzyka pop-rock. Ashley napisała na swój debiutancki album cztery piosenki, w tym „Not Like That” i „Suddenly”. Oprócz tego pomogła napisać kilka piosenek na album Guilty Pleasure.
Jej muzyczne inspiracje to Mariah Carey, Elton John, Christina Aguilera, Britney Spears i piosenki lat 80. XX wieku. W wywiadzie dla AOL.com powiedziała: „Jestem wielką fanką Pink od kiedy zaczęła karierę. Kocham humor Katy [Perry] i jej poczucie popu/rocka. Kocham muzykę Pat Benatar. Jestem zainspirowana wszystkimi tymi kobietami kiedy idę do studia, ale inspiruje mnie prawie wszystko”.

## Udział w reklamach
W październiku 2007 Tisdale podpisała kontrakt z Eckō Red na promocję ubrań w centrach handlowych w USA. Występowała w nich na pokazach mody. W 2008 Ashley pracowała z Huckleberry Toys nad limitowaną serią lalek z jej podobizną. Były produkowane przez Huckleberry Toys i zawierały teledyski Tisdale. Pojawiła się w reklamach Toys „R” Us, T-Mobile i kampanii promocyjnej loterii „Geared 4 School” Staples, Inc. Była twarzą dezodorantów Degree Girl i nagrała wiele reklam w celu promocji produktu. W ramach promocji nagrała kilka coverów hitów lat 80. XX wieku. W 2009 podpisała pięcioletni kontrakt z włoską linią ubrań Puerco Espin na promocję ich produktów. W 2011 roku Tisdale została twarzą marki Hollywood Era. Wiosną 2012 roku została twarzą marki odzieżowej OP. Od 2015 roku ma własną firmę ubraniową oraz kosmetyczną.

## Życie prywatne i wygląd publiczny
30 listopada 2007 przeszła operację nosa. Tłumaczyła, że zrobiła to ze względów zdrowotnych; jej przegroda nosowa była przechylona na 80%, a na nosie miała dwa małe załamania, co przeszkadzało jej w oddychaniu. Powiedziała magazynowi People, że operacja była ważna ze względu na uczciwość wobec fanów.
W styczniu 2007 magazyn Blender napisał: „Tisdale ma dar. Nie anielski głos czy oślepiająca osobowość, ale nawet rzadszy towar: miliony „przed-sprzedaży” tweenów [ludzi w wieku 8-12] pragnących kupić jej debiutancki album!”. W listopadzie 2007 oficjalnie ogłosiła, że jest w związku z Jaredem Murillo (tancerzem z High School Musical). Związek zakończył się w marcu 2009. Później Ashley była widywana ze Scottem Speerem (reżyserem teledysków wielu młodych gwiazd), z którym według niektórych portali internetowych była w związku od kwietnia 2009. Powiedziała Blenderowi, że nie brała narkotyków, nie piła alkoholu i nie paliła oraz dodała, że „matka zakorzeniła w niej wiarę w siebie, więc nie jest osobą, która jest pod presją”. Zajęła 10. miejsce w rankingu 2008 Gorąca 100 Maxima. W czerwcu 2008 zajęła 94. miejsce na liście Forbesa Celebrity 100. Pojawiła się na okładkach wielu magazynów, na przykład Seventeen, Cosmopolitan i Shape. Jest czasami cytowana w książce Davida Denby’ego Snark. Zajęła 6. miejsce na liście Forbesa 10 Najlepiej Zarabiających Nastolatków Hollywood. Otrzymała $2.8 mln za High School Musical 3. W 2008, zajęła 17. miejsce na liście Forbesa dla Najlepiej Zarabiających Osób Poniżej 30 Lat. 8 września 2014 roku wyszła za mąż za muzyka Christophera Frencha. 23 marca 2021 roku urodziła pierwsze dziecko, córkę Jupiter Iris French.

## Filmografia

### Filmy
| Rok  | Tytuł                                 | Rola            | Uwagi                             |
| ---- | ------------------------------------- | --------------- | --------------------------------- |
| 2001 | Donnie Darko                          | Kim             |                                   |
| 2002 | Nathan’s Choice                       | Stephanie       |                                   |
| 2002 | The Mayor of Oyster Bay               | Jennifer        |                                   |
| 2006 | High School Musical                   | Sharpay Evans   | film telewizyjny (Disney Channel) |
| 2007 | High School Musical 2                 | Sharpay Evans   | film telewizyjny (Disney Channel) |
| 2007 | Dziewczyny z drużyny 4                | Ona sama        |                                   |
| 2008 | Od sklepowej do królowej              | Mandy Gilbert   | film telewizyjny; producent       |
| 2008 | High School Musical 3: Ostatnia klasa | Sharpay Evans   |                                   |
| 2009 | Obcy na poddaszu                      | Bethany Pearson |                                   |
| 2011 | Boska przygoda Sharpay                | Sharpay Evans   | film telewizyjny; producent       |
| 2013 | Straszny film 5                       | Jody Sanders    |                                   |
| 2014 | Rozegraj to na luzie                  | Ona sama        |                                   |
| 2016 | Szofer do usług                       | Fallon          |                                   |

### Seriale
| Rok       | Tytuł                                    | Rola                               | Uwagi                              |
| --------- | ---------------------------------------- | ---------------------------------- | ---------------------------------- |
| 1997      | Inny w klasie                            | Amy                                | odc. A Little Knowledge            |
| 1997      | Siódme niebo                             | Janice                             | odc. Breaking Up Is Hard to Do     |
| 2000      | Beverly Hills, 90210                     | Nicole Loomis                      | odc. Fertile Ground                |
| 2000      | Movie Stars                              | Studentka                          | odc. Stand By Me                   |
| 2000      | Szał na Amandę                           | Osoba na widowni Daphne Cold-Curer | odc. 2.16 odc. 2.17 odc. 4.1       |
| 2000      | The Geena Davis Show                     | Tracy                              | odc. Motherly Advice               |
| 2000      | Boston Public                            | Carol Prader                       | odc. Chapter Five                  |
| 2001      | Bette                                    | Jessica                            | odc. The Invisible Mom             |
| 2001      | 100 dobrych uczynków                     | Wendy                              | odc. Matchmaking Mutt              |
| 2001      | Once and Again                           | Marni                              | odc. Best of Enemies               |
| 2001      | Kate Brasher                             | Winona                             | odc. Georgia                       |
| 2001      | Czarodziejki                             | Nastolatka                         | odc. Look Who’s Barking            |
| 2002      | Kolorowy dom                             | Stephanie                          | odc. 4.13; 4.16; 4.18              |
| 2002      | Zwariowany świat Malcolma                | Dziewczyna                         | odc. Jury Duty                     |
| 2003      | Strong Medicine                          | Sherry Lowenstein                  | odc. Addicted to Love              |
| 2003      | Uziemieni                                | Leah                               | odc. Just Like a Woman             |
| 2003      | George Lopez                             | Olivia                             | odc. I Only Have Eyes for You      |
| 2003      | Byle do przodu                           | Bonnie                             | odc. 1.15; 1.16; 2.3; 2.8          |
| 2005–2008 | Nie ma to jak hotel                      | Maddie Fitzpatrick                 | główna rola                        |
| 2006      | Hannah Montana                           | Maddie Fitzpatrick                 | odc. On the Road Again             |
| 2009      | Nie ma to jak statek                     | Maddie Fitzpatrick                 | odc. Maddie on Deck                |
| 2010–2011 | Hellcats                                 | Savannah Monroe                    | główna rola                        |
| 2011      | Toddlers and Tiaras: Where Are They Now? | Makenzie                           | krótkometrażowy serial internetowy |
| 2012      | Dorastająca nadzieja                     | Mary Louise                        | odc. Jimmy’s Fake Girlfriend       |
| 2012      | Synowie Anarchii                         | Emma Jean                          | odc. 5.3; 5.4                      |
| 2013      | Przereklamowani                          | Kelsi Lasker                       | odc. The Intern                    |
| 2013–2014 | Super Fun Night                          | Jazmine Boubier                    | odc. 1.4; 1.8; 1.11                |
| 2014–2016 | Young & Hungry                           | Logan Rawlings                     | odc. 1.3; 2.3; 4.8                 |
| 2015      | Clipped                                  | Danni Giordano                     | główna rola                        |
| 2016      | Truth Be Told                            | Sam                                | odc. Psychic Chicken               |
| 2018      | MacGyver                                 | Allie Winthrop                     | odc. CO2 Sensor + Tree Branch      |
| 2019      | Merry Happy Whatever                     | Kayla                              | główna rola (Netflix)              |
| 2019–     | Carol’s Second Act                       | Jenny Kenney                       | główna rola                        |

### Role głosowe
| Rok       | Tytuł                                     | Rola                   | Uwagi                                                         |
| --------- | ----------------------------------------- | ---------------------- | ------------------------------------------------------------- |
| 1998      | An All Dogs Christmas Carol               | Dodatkowy głos         | telewizyjny film animowany                                    |
| 1998      | Dawno temu w trawie                       | Blueberry Scout        | film animowany                                                |
| 2006      | Szept serca                               | Yuko Harada            | film animowany                                                |
| 2007      | Kim Kolwiek                               | Camille Leon           | odc. 4.3; 4.10; 4.19                                          |
| 2007–2015 | Fineasz i Ferb                            | Candace Flynn (Fretka) | główna rola                                                   |
| 2010      | Glenn Martin, DDS                         | Katie                  | odc. Dad News Bears                                           |
| 2010      | The Cleveland Show                        | Lacey Stapleton        | odc. The Curious Case of Jr. Working at The Stool             |
| 2010      | Akwalans                                  | Clamantha              | odc. Bea Stays in the Picture                                 |
| 2010      | Głowa rodziny                             | Priscilla Kelly        | odc. And Then There Were Fewer odc. Brian Writes a Bestseller |
| 2010–2011 | Take Two with Phineas and Ferb            | Candace Flynn (Fretka) | główna rola                                                   |
| 2011      | Fineasz i Ferb: Podróż w drugim wymiarze  | Candace Flynn (Fretka) | telewizyjny film animowany                                    |
| 2013      | Saving Santa                              | Shiny                  | film animowany                                                |
| 2013–2014 | Sabrina, sekrety nastoletniej czarownicy  | Sabrina Spellman       | główna rola                                                   |
| 2014      | Birds of Paradise                         | Aurora                 | film animowany                                                |
| 2014      | Robot Chicken                             | Kilka głosów           | odc. Snarfer Image                                            |
| 2016      | Amerykański tata                          | Amy Reed               | odc. The Life Aquatic with Steve Smith                        |
| 2016–2018 | Akademia Skylandersów                     | Stealth Elf            | główna rola (Netflix)                                         |
| 2017      | Ginger Snaps                              | Apple                  | serial internetowy                                            |
| 2018      | Książę Czaruś                             | Kopciuszek             | film animowany                                                |
| 2018      | Prawo Milo Murphy’ego                     | Candace Flynn (Fretka) | odc. The Phineas and Ferb Effect                              |
| 2020      | Fineasz i Ferb: Fretka kontra Wszechświat | Candace Flynn (Fretka) | telewizyjny film animowany                                    |

## Dyskografia
- 2007: Headstrong
- 2009: Guilty Pleasure
- 2019: Symptoms

## Nagrody
| Rok  | Rezultat  | Nagroda                           | Kategoria                              | Nominowana praca                      |
| ---- | --------- | --------------------------------- | -------------------------------------- | ------------------------------------- |
| 2000 | Nominacja | Young Artist Award                | Najlepsza Rola w Telewizyjnym Dramacie | Boston Public                         |
| 2007 | Wygrana   | Nickelodeon UK Kids Choice Awards | Najlepsza Telewizyjna Aktorka          | Nie ma to jak hotel                   |
| 2007 | Nominacja | Premios Oye!                      | Międzynarodowy Przełomowy Artysta      | Headstrong                            |
| 2009 | Wygrana   | MTV Movie Awards                  | Przełomowa Rola Kobieca                | High School Musical 3: Ostatnia klasa |